# Chou Pei Suan Ching

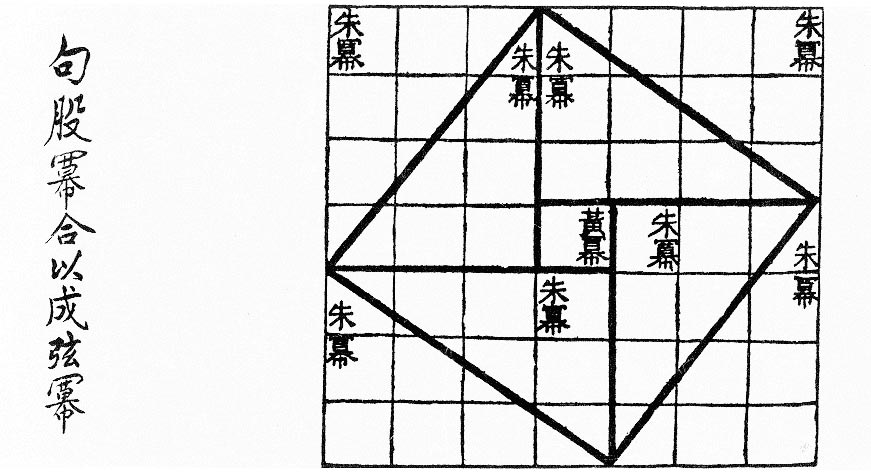
Ilustração do livro Chou Pei Suan Ching, que sugere uma demonstração do teorema de Pitágoras para um triângulo específico (de lados 3, 4 e 5).

O Zhou Bi Suan Jing (chinês tradicional: 周髀算經, Wade-Giles: Chou Pei Suan Ching) é um dos mais antigos e famosos textos chineses sobre matemática e astronomia. A tradução literal do título é "O Clássico de Aritmética do Gnômon e das Trajetórias Circulares do Céu".
O livro é dedicado à observação e cálculo astronômicos. "Suan Jing" ou "clássico da aritmética" foram acrescentados posteriormente para homenagear a conquista do livro em matemática.
Este livro data do período da dinastia Zhou, mas sua compilação e adição de materiais continuaram na dinastia Han (202 a.C.-220 d.C.). É uma coleção anônima de 246 problemas encontrados pelo Duque de Zhou e seu astrônomo e matemático, Shang Gao. Cada questão declarou sua resposta numérica e algoritmo aritmético correspondente.
O livro também faz uso do Teorema de Pitágoras em várias ocasiões e também pode conter uma demonstração geométrica do teorema para o caso do triângulo 3-4-5 (mas o procedimento funciona para um triângulo retângulo geral como Nós vamos). Zhao Shuang (século III d.C.) acrescentou um comentário ao texto e também incluiu o diagrama representado nesta página, que parece corresponder à figura geométrica aludida no texto original.
Há algum desacordo entre os historiadores se o texto realmente constitui uma prova do teorema. Isso ocorre em parte porque o famoso diagrama não foi incluído no texto original e a descrição no texto original está sujeita a alguma interpretação (ver as diferentes traduções de Chemla 2005 e Cullen 1996, p. 82).
Outros comentaristas como Liu Hui (263 d.C.), Zu Gengzhi (início do século VI), Li Chunfeng (602–670 d.C.) e Yang Hui (1270 d.C.) expandiram este texto.

## Conteúdo astronômico
O Zhou bi suan jing é considerado a principal referência para uma das três principais escolas cosmográficas na astronomia chinesa, a teoria do domo celeste (pinyin: gài tian shuo, chinês tradicional: 蓋天説), muitas vezes chamada de Zhou bi em referência ao manuscrito. A segunda parte do texto, de acordo com a tradução de Christopher Cullen, mostra o diálogo entre Chen Zi e seu aprendiz Rong Fang (ambos personagens, sem evidências de que tenham de fato existido), em que Rong Fang lhe faz perguntas sobre as dimensões do cosmos e como calculá-las.

## Leitura de apoio
- Boyer, Carl B., A History of Mathematics, John Wiley & Sons, Inc., 2nd edition, (1991). ISBN 0-471-54397-7.
- Culle, Christopher. Astronomy and Mathematics in Ancient China: The 'Zhou Bi Suan Jing', Cambridge University Press, 2007. ISBN 0521035376